# Passau
Passau (în latină Batavis, Batavia sau Passavium; în italiană Passavia; în cehă Pasov) este un oraș din regiunea administrativă Bavaria Inferioară, landul Bavaria, Germania. Orașul este supranumit  Dreiflüssestadt („Orașul celor trei râuri”), datorită faptului că la Passau se întâlnesc trei râuri: Dunărea, Inn și Ilz.

## Demografie
Populația trece puțin peste 50.000 de locuitori, dintre care circa 10.000 sunt studenți la Universitatea din Passau. Aceasta a fost înființată în anii 1970.

## Istoric
Orașul este din anul 739 sediul Episcopiei de Passau, cu un rol însemnat în creștinarea spațiului est-european. Multe din bisericile întemeiate sub jurisdicția Episcopiei de Passau îl au ca sfânt patron pe Severin de Noricum. 
În anul 1552 a fost încheiată Pacea de la Passau între regele Ferdinand I al Sfântului Imperiu Roman și principii protestanți, acord care a recunoscut dreptul de existență pentru protestanți și a deschis drumul spre Pacea Religioasă de la Augsburg din 1555. 

## Personalități
- Johannes Kühn (n. 1971), campion olimpic

## Orașe înfrățite
- Hackensack, SUA, din 1952
- Dumfries, Marea Britanie, din 1957
- Cagnes-sur-Mer, Franța, sin 1973
- Krems an der Donau, Austria, din 1974
- Akita, Japonia, sin 1984
- Málaga, Spania, din 1987
- České Budějovice, Republica Cehă, din 1993
- Liuzhou, China, din 1999
- Veszprém, Ungaria, din 1999
- Montecchio Maggiore, Italia, din 2003